# Rehob
Rehob war eine biblische Person, die im 2. Samuelbuch als Vater Hadad-Esers, des Königs von Zoba, erwähnt wird.

## Etymologie
Der Personenname רְחֹב rəḥov, deutsch ‚Rehob‘ (2 Sam 8,3  und 2 Sam 8,12 ) ist ein Einwortname. Hans Rechenmacher meint, dass es sich bei dem Namen um eine Kurzform eines Verbalsatznamens von der Wurzel רחב rḥv, deutsch ‚weit sein‘ handele (bei der ein Theophores Element ausgefallen ist). Die Vokalisation des Namens sei fehlerhaft und der Name mit „(Gott) hat weitgemacht“ zu übersetzen.
Die Septuaginta gibt den Namen als Ρααβ Raab wieder, die Vulgata als Roob.

## Erwähnungen in der Bibel
In 2 Sam 8,3  und 2 Sam 8,12  wird Rehob im Zusammenhang mit seinem Sohn Hadad-Eser genannt, den König David am Euphrat schlug. In Vers 12 wird Hadad-Eser unter denen aufgezählt, die König David unterworfen hatte.
Wichtig ist, Rehob nicht mit dem Ortsnamen Rehob zu verwechseln, der auch in der Bibel vorkommt. Allerdings kann es sein, dass Rehob auch hier im Samuelbuch ein Ortsname ist und der Ausdruck ben-rehob schlicht bedeutet, dass Hadad-Eser ein Rehobiter ist.